# 부왕동암문
부왕동암문(扶王洞暗門)은 북한산성에 있는 암문으로, 규모는 조선 시대 단위로 높이 9척, 너비 8척이다. 외부는 홍예 모양으로 만들었고, 내부에는 성의 바깥쪽으로 문을 달았던 흔적이 남아있다.
북한산성을 축성할 당시 남쪽은 대남문과 소남문, 암문을 하나씩 만들 계획이였으나 사정이 여의치 않아 소남문(현 대남문)과 암문 2개(부왕동암문, 가사당암문)을 만들었다.
부왕동(扶王洞)은 증취봉 아래에서 발원하여 삼천사로 내려가는 계곡으로 예전에 이곳 삼천사에서 가까운 신혈사에서 임금(고려 현종)을 구한 적이 있다고 하여 왕을 도운 계곡이란 뜻으로 부왕동(扶王洞)이라 명명했다.

## 현지 안내문
북한산의 나월봉과 증취봉 사이의 고갯마루에 위치해 있다. 1711년 숙종 37년 북한산성 성곽을 축조하면서 설치한 8개의 암문(暗門)중 하나로, 성 밖의 삼천사 쪽에서 성 안쪽의 중흥사에 이르는 길목을 통제하기 위해 설치했다. 암문은 비상시에 병기나 식량을 반입하는 통로이자, 때로는 구원병의 출입로로 활용된 일종의 비상출입구이다. 산성의 방어력을 높이기 위해 적이 비교적 쉽게 접근할 수 있는 고갯마루나 능선에 설치했다. 
부왕동 암문을 여느 암문과 마찬가지로 성문 상부에 문루(門樓)를 마련하지 않았다. 출입구의 모양은 암문의 일반적인 형태인 사각 형태가 아니라 외관상 무지개 모양의 홍예(虹霓) 형태를 띠고 있다. 원래 문짝이 있었으나 지금은 없어지고, 문짝을 달았던 원형의 지도릿돌과 일반문의 빗장에 해당되는 장군목을 걸었던 방형 구멍이 남아있다.
부왕동암문 아래에는 원각사(圓覺寺)가 자리잡고 있었다. 이 원각사는 북한산성의 축조와 수비, 관리에 큰 역할을 담당하였던 승병이 주둔하였던 승영사찰(僧營寺刹)이었는데, 부왕동암문의 실질적인 방어와 수축을 담당하였을 것으로 판단된다. 이런 까닭에 부왕동암문은 원각문(圓覺門)으로도 불린다.